# Tripleurospermum tenuifolium
Tripleurospermum tenuifolium là một loài thực vật có hoa trong họ Cúc. Loài này được (Kit.) Freyn ex Freyn miêu tả khoa học đầu tiên năm 1888.